# Војин (лист)
ВОЈИН : лист за војничке науке, вештине и новости је први стручни војни лист у Србији који је излазио у Београду од 1864. до 1870. године. Издавач и уредник је био Јован Драгашевић, један од познатијих и ученијих српских официра у то време.

## Историјат
Период формирања модерне српске државе, као и њене војске у 19. веку везује се и за почетке војног издаваштва. Тада су се појавили и први штампани документи о Војсци и отпочело је континуирано објављивање дела стручних и научних радова домаћих и страних војних теоретичара и писаца тог времена у области ратне вештине. Друга половина 19. века значајна је и по снажном узлету српске војне мисли под утицајем страних аутора, што ће резултирати великим бројем радова домаћих аутора који су водили српску војску кроз ослободилачке ратове у 19. и почетком 20. века. Може се рећи да је ово време било и време великог узлета научне делатности у Србији у области ратне вештине. Организована војноиздавачка делатност у Србији почиње средином 19. века. Први штампани документи у то време су прописи и правила којима се регулисао живот и рад Војске Србије. Прво издање Закона војног штампано је 1839. године. Број званичних службених издања повећава се након оснивања Министарства војног 1862. године. Први број стручног војног часописа Војин: лист за војничке науке, вештину и новости штампан је 1864. године. Прва промена поднаслова часописа десила се од бр. 1 из 1865. године када је поднаслов промењен у Лист за војне науке, вештине и новости, да би од бр. 1 из 1866. године поднаслов био Лист за војне науке, вештине и новости и то за: организацију, администрацију, тактику, стратегију, артилерију, војну грађевину, ратну историју, географију и топографију, статистику, науку о оружју, војничко судство итд. Уредник, редактор, преводилац и писац био је Јован Драгашевић, док су сарадници били његоци класићи и ученици, као и други српски официри.

## Периодичност излажења
У периоду 1864-1866. година лист је излазио једном месечно, а од 1867. године три пута месечно (1, 10. и 20. дан у месецу).

## Рубрике
Садржина листа била је сврстана у следећим рубрикама:
1. Научно и популарно писани прилози
2. Новости (Новине, Ситнине, Различности)
3. Књижевност (Нове књиге, Нове карте)
4. Обраћање читаоцима

### Прилози са засебном пагинацијом

#### 1864
1. Тактика. Део 1, Основна тактика / Густав Грисхајм (Год. 1, бр. 1-8)[4]
2. Војник на маршу. Део 1, О маршу уопште / Е. в. Ст. (Год. 1, бр. 9-10)[5]
3. Начела четовања / Дон Сантијаго Паскуал и Рубијо (Год. 1, бр. 11)[6]
4. Војно судски законик (Год. 1, бр. 5)[7]

#### 1865
1. Србски војници у француској војни / Станислав Шумарски (Год. 2)[8]
2. Војник на маршу. Део 2, Опреза на маршу / Е. в. Ст. (Год. 2, бр. 3)[9]

#### 1866
1. Војник на маршу. Део 2, Опреза на маршу / Е. в. Ст. (Год. 3, бр. 1)[10]
2. Тактика. Део 2, Виша тактика / Густав Грисхајм (Год. 3, бр. 2, стр. 1-16; бр.3, стр. 17-32; бр. 4, стр. 33-48; бр. 6, стр. 49-64; бр. 7, стр. 65-80; бр. 8, стр. 81-84; бр. 9, стр. 97-112)[11]

## Галерија
- Закон о устројству војног министарства Кнежевине Србије, број 1/2 (1864)
- Писменост у српској војсци, број 1 (1868)
- Артиљеријско гађање, број 7 (1870)